# توماس أندرو موراي كيرك
توماس أندرو موراي كيرك هو سياسي كندي، ولد في 17 يناير 1906 في كندا، وتوفي في 10 أغسطس 1966 في كندا. حزبياً، نشط في الحزب الليبرالي الكندي. وقد انتخب عضو مجلس العموم الكندي.